# اللهوف على قتلى الطفوف (كتاب)
اللُّهوف على قتلَى الطّفوف أو المَلهوف علي قَتلَي الطّفوف والمعروف بكتاب «اللُهوف» أحد مؤلفات السيد ابن طاووس (المتوفى سنة 664 هـ) والذي يتعرض فيه لترجمة حياة الحسين بن علي وبيان سيرته، ويعدّ من كتب المقاتل المشهورة في الوسط الشيعي؛ ولما كان المؤلف يهدف إلى تعريف المسافرين والزائرين بما جرى في عاشوراء من هنا ابتعد عن التفصيل والإطناب في البحث مكتفيا بالاختصار والاشارات الخاطفة للقضايا، ولنفس الهدف قام بحذف أسانيد الروايات التي أوردها في الكتاب مكتفيا بذكر اسم الراوي الأخير.

## نبذة عن حياة المؤلف
السيد ابن طاووس الحلي علي بن موسى بن جعفر بن طاووس، من أحفاد الإمامين الحسن بن علي بن أبي طالب وعلي بن الحسين السجاد، ولد في الحلة في الخامس عشر من محرم سنة 589 هـ ق. تلقّى العلم منذ نعومة اظفاره على يد كل من: أبيه وجده ورام بن أبي فراس حيث تلمذ عليهما في مقدمات العلوم، وبعد الفراغ حضر دروس اساتذة الحلة، ولما اشتدّ عوده ونال حظّاً وافراً من العلم اشتاق لطلب المزيد منه فحضر عند كبار العلماء وعلماء اللغة والأخلاق. وقد تمكن السيد من تربية الكثير من التلامذة، وتأليف الكثير من المصنفات التي بلغت الخمسين مؤلفاً يغلب عليها الاهتمام بموضوع الدعاء والزيارة.
توفي ابن طاووس في بغداد سنة 664 هـ ق عن عمر ناهز الخامسة والسبعين ثم نقل جثمانة إلى النجف ودفن في حرم علي بن أبي طالب.

## عنوان الكتاب
عنون الكتاب بعناوين مختلفة، ويرجع ذلك إلى اختلاف النسخ أولاً، وإلى نفس المؤلف ثانياً، لأن المؤلف ابن طاووس ذكر لكتبه عدة أسماء أو اسماً واحداً مع التغيير فيه.
وأسماء هذا الكتاب كما ورد في المخطوطات والمصادر الذاكرة له هي:
1. اللهوف على قتلى الطفوف.
2. الملهوف على قتلى الطفوف.
3. الملهوف على قتل الطفوف.
4. اللهوف في قتلى الطفوف.
5. الملهوف على أهل الطفوف.
6. المسالك في مقتل الحسين، كما ورد على غلاف بعض النسخ، وبناء على قول ابن طاووس في المقدمة: ووضعته على ثلاثة مسالك.[1]

وذكر الشيخ الطهراني أن اسم اللهوف على قتلى الطفوف أشهر تلك العناوين.

## اسلوب التأليف
لما كان المؤلف يهدف إلى تعريف المسافرين والزائرين واقعة عاشوراء من هنا ابتعد عن التفصيل والاطناب في البحث مكتفياً بالاختصار والإشارات الخاطفة للقضايا مع حذف المكررات والروايات المتفرقة، ولنفس الهدف قام بحذف أسانيد الروايات التي أوردها في الكتاب مكتفياً بذكر اسم الراوي الأخير، حتى ظهر الكتاب وكأنه متن تاريخي سردي.

## محتويات الكتاب
يشتمل الكتاب على:
- مقدمة، تعرض فيها للحديث عن عظمة عاشوراء ومنزلة الحسين بن علي وثواب البكاء وإقامة العزاء عليه.
- المسلك الأول: تعرض فيه للوقائع والاحداث التي جرت قبل واقعة عاشوراء من ولادة الإمام الحسين وحتى يوم العاشر من محرم.
- المسلك الثاني: ذكر فيه وقائع يوم العاشر من المحرم وحتى استشهاد الإمام الحسين.
- المسلك الثالث: بحث فيه ما وقع بعد انتهاء المعركة من إرسال رؤوس شهداء كربلاء إلى الكوفة وسوق عائلة الحسين أسارى إلى يزيد بن معاوية في الشام ومن الشام إلى المدينة.[3]

## خصائص الكتاب
مع وجود نقاط بعض نقاط الضعف العلمية في الكتاب كحذف أسانيد الروايات واصطباغ الكتاب بالصبغة القصصية، إلا أن السيد ابن طاووس لم يورد في كتابه اللهوف ما ورد في غيره من الكتب من القصص والوقائع المبالغ فيها. ومن مميزات الكتاب أنه انفرد بتدوين مواضيع وحوادث لم يشاركه فيها غيره من كتب المقاتل كرسالة الحسين بن علي لبني هاشم، وقوله مخبراً عن شهادته «إن الله شاء أن يراني قتيلا» وغير ذلك من الأبحاث التي تعزز بعض عقائد الشيعة من قبيل علم الإمام بالمغيبات بتعليم من الله ورسوله.
وللسيد ابن طاووس كتاب آخر غير اللهوف هو «كتاب اللطيف» ذكره ضمن أعمال يوم العاشر من المحرم من كتاب إقبال الأعمال.

## النسخ الخطية
لأهمية الكتاب وتدوينه وفق منهج لطيف تلقّاه النسّأخ بالكتابة لاحتياج العلماء له، فنرى له نسخاً كثيرة في الكثير من مكتبات العالم، منها:
1. في المكتبة العامة لآية الله المرعشي، قم، ضمن مجموعة رقم 6068، الرسالة الثالثة، نسخ محمد تقي ابن آقا محمد صالح، تاريخ النسخ 1303 هـ، وذكرت في فهرسها 16|70.
2. في المكتبة المرعشية أيضاً، ضمن مجموعة رقم 7520، الرسالة الثالثة، بخط طالب بن محمد طالب المازندراني، تاريخ الكتابة 1119 هـ، ذكرت في فهرسها، ج19، ص327.
3. في مكتبة ملك، طهران، رقم 6069، تاريخ الكتابة سنة 1052.
4. في مكتبة المجلس، طهران، ضمن مجموعة رقم 3815، تاريخ الكتابة سنة 1101 هـ.
5. في مكتبة المجلس أيضاً، ضمن مجموعة رقم 4826، تاريخ الكتابة القرن الحادي عشر.
6. في مكتبة الإمام الرضا (ع)، مشهد، رقم 6712، تاريخ الكتابة سنة 1091 هـ.
7. في المكتبة الرضوية أيضاً، رقم 13671، تاريخ الكتابة سنة 1202 هـ أو 1220 هـ.
8. في المكتبة الرضوية أيضاً، رقم 2132، تاريخ الكتابة سنة 1233 هـ.
9. في المكتبة الرضوية أيضاً، رقم 8874، بدون تاريخ.
10. في المكتبة الرضوية أيضاً، رقم 8124، بدون تاريخ.
11. في المكتبة الرضوية أيضاً، ضمن مجموعة رقم 15317، نسخ أبي الحسن الاصفهاني، تاريخ الكتابة سنة 1117 هـ.
12. في مكتبة برلين، رقم 912، تاريخ الكتابة 1020 هـ.[4]

## طبعاته
طبع الكتاب مرات عديدة، نذكر بعضاً منها:
1. طهران، حجري، رحلي.
2. طهران، سنة 1271 هـ، مع رسالة أخذ الثأر والقصيدة العينية للسيد الحميري.
3. طهران، سنة 1287 هـ، حجري.
4. طهران، سنة 1317 هـ، حجري، رقعي، تصحيح محمود مدرس.
5. طهران، سنة 1275 هـ، مع مهيج الأحزان ومقتل أبي مخنف.
6. طهران، سنة 1322 هـ، حجري، رقعي.
7. طهران، سنة 1365 هـ، حجري، جيبي.
8. طهران، المكتبة الإسلامية، جيبي، مع حواشي للسيد محمد صحفي.
9. صيدا، سنة 1329 هـ.
10. بيروت، رقعي.
11. بومباي، سنة 1326 هـ، حجري، رقعي، مع مقتل أبي مخنف ومثير الأحزان.
12. النجف، رقعي.
13. النجف، رقعي، مع ذكر تفاصيل قصة المختار.
14. النجف، سنة 1369 هـ ق، رقعي.
15. قم، جيبي، مقدمة وهوامش محمد صحفي.[5]

## الهوامش
1. ↑  ترجمة اللهوف، ص 63.
2. ↑  الذريعة، ج 22، ص 223.
3. ↑  فهرست کتاب.
4. ↑  ترجمة اللهوف، ص 63 و64.
5. ↑  ترجمة اللهوف، ص 64 و65.